# Col de Montessuit
Le col de Montessuit est un col situé dans les Alpes, dans le massif du Beaufortain, dans le département français de la Savoie en région Auvergne-Rhône-Alpes.

## Géographie
Le col de Montessuit s’élève à 639 mètres d'altitude. Il se situe au sud du mont Cornillon et relie la vallée de l'Arly entre Ugine et Albertville à l'ouest à la vallée du Doron de Beaufort à l'est.